# Eucharist
Eucharist är ett melodiskt dödsmetalband från Sverige.
Deras första album kom 1994, A Velvet Creation. Bandet bestod då av sångaren och gitarristen Markus Johnsson, basisten Tobias Gustafsson, gitarristen Thomas Einarsson och trumslagaren Daniel Erlandsson. Det andra albumet, Mirrorworlds, kom 1997.
Eucharist betyder Nattvard, ett sakrament i den Kristna kyrkan.

## Medlemmar
Nuvarande medlemmar
- Tobias Bernström (Tobias Gustafsson) – basgitarr (1989–1991, 1991–1993, 1993–1994, 2015– )
- Daniel Erlandsson – trummor (1989–1991, 1991–1993, 1993–1996, 1996–1998, 2015– )
- Markus Johnsson – gitarr, sång (1989–1991, 1991–1993, 1993–1994, 1996–1998, 2015– )
- Matti Almsenius	– gitarr (1994, 2015– )

Tidigare medlemmar
- Thomas Einarsson	– gitarr (1989–1991, 1991–1993)
- Martin Karlsson – basgitarr (1997)
- Henrik Meijner – gitarr (1998)

## Diskografi
Demo
- Rehearsal (1991)
- Demo 1 (1992)
- A Velvet Creation (1993)

Studioalbum
- A Velvet Creation (1993)
- Mirrorworlds (1997)

Singlar
- "Greeting Immortality" (1992)